# 科涅韋茨島

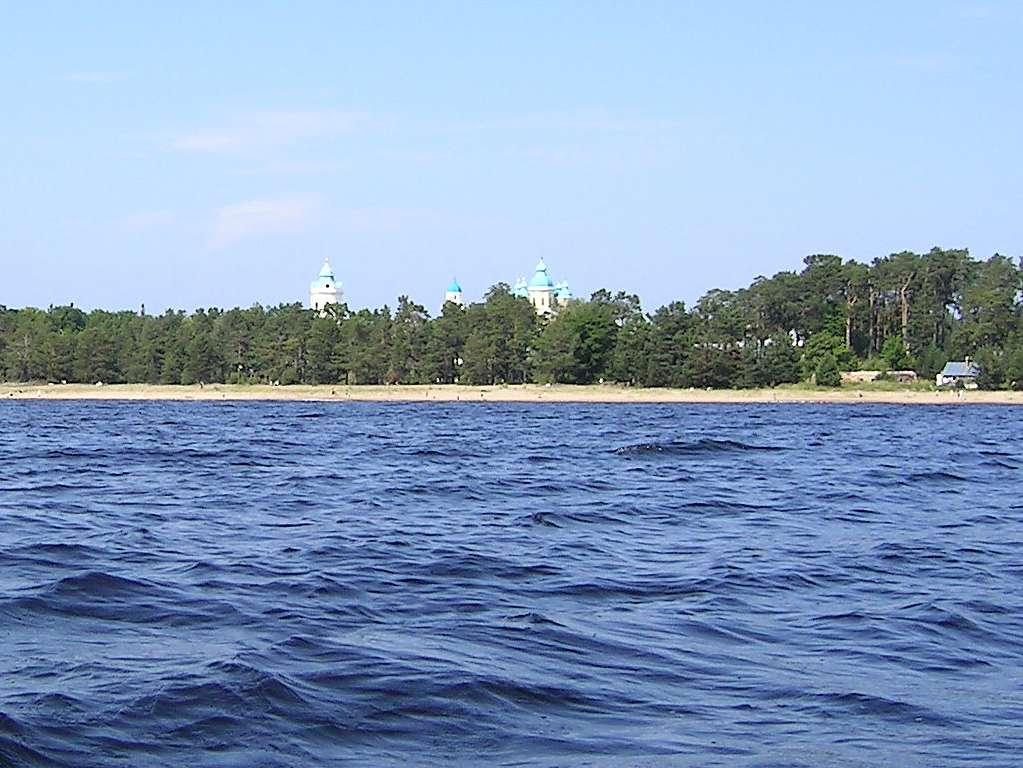

科涅韋茨島是俄羅斯的島嶼，位於拉多加湖西南岸，距離普里奧焦爾斯克40公里，由列寧格勒州負責管轄，長6.5公里、寬2公里，面積8.5平方公里，受溫帶氣候影響。

## 外部連結
- Official website of the monastery (in Russia)

60°51′40″N 30°36′50″E / 60.86111°N 30.61389°E